# Tuulikki Paananen
Tuulikki Paananen, född 19 februari 1915 i Nyslott, död 10 oktober 1974 i Honolulu, var en amerikafinländsk skådespelare och dansös.
Paananens föräldrar var violinisten Ernest Paananen och pianisten Fanny Bay. Familjen emigrerade till USA 1919 och när föräldrarna skiljdes fick Tuulikki bo hos modern och styvfadern i Hollywood. I bardomen väcktes Paananens intresse för dans och hon studerade ämnet hos bland andra Rita Hayworths far Eduardo Cansino. Paananen började att uppträda som dansös redan efter high school. I samband med en stor finsk återemigration från USA till Finland 1935, beslöt Paananen att resa till Finland, där hon tog anställning vid Finlands nationalteater. I Finland träffade hon Valentin Vaala, som gav henne en roll i filmen Mieheke 1936. Året därpå begav sig Paananen till London på uppdrag av Paramount Pictures. När vinterkriget bröt ut 1939 återvände Paananen till USA och var där aktiv i stödkampanjer för Finlands sak i kriget. I Hollywood arbetade Paananen som sekreterare och läste till danslärare. 1954 flyttade hon från Los Angeles till Reedley, Kalifornien, där hon öppnade en dansskola. 1969 konstaterades det att Paananen led av bröstcancer, men fortsatte att vara aktiv som skådespelare fram till sin död.

## Filmografi[2]
- Mieheke, 1936
- Juha, 1937
- Den röda spionen, 1938
- Varastettu kuolema, 1938
- Aktivister, 1939
- Alla tiders malaj, 1939
- Punahousut, 1939
- Leopardmannen, 1943
- Suomalainen filmimies Hollywoodissa, 1947 (kort dokumentär, som sig själv)
- Sydämeni laulu, 1948 (dokumentär, som sig själv)
- Hawaii Five-0, 1968–1973 (TV-serie)